# Dubna (Volga)
 For alternative betydninger, se Dubna (flertydig). (Se også artikler, som begynder med Dubna)
 Der er for få eller ingen kildehenvisninger i denne artikel, hvilket er et problem. Du kan hjælpe ved at angive troværdige kilder til de påstande, som fremføres i artiklen.

Dubna (russisk: Дубна, tr. Dubna) er en flod i Vladimir og Moskva oblast i Rusland. Den er en højre biflod til Volga. Floden er 167 km lang, med et afvandingsareal på 5.350 km². Dens største biflod er Sestra.
Ved sammenløbet med Volga ligger byen Dubna.
56°28′00″N 38°31′38″Ø / 56.46669°N 38.52725°Ø